# Élections sénatoriales de 1986 dans le Tarn
Les élections sénatoriales dans le Tarn ont eu lieu le dimanche 28 septembre 1986. 

## Contexte départemental
Lors des élections sénatoriales du 25 septembre 1977 dans le Tarn, un sénateur PS et un sénateur DVD ont été élus.
Depuis, tous les effectifs du collège électoral des grands électeurs ont été renouvelés, avec les élections municipales de 1983, les élections cantonales de 1982 et 1985, les élections législatives de 1986 et les élections régionales de 1986.

## Sénateurs sortants
| Sénateur | Sénateur       | Parti | Autres mandats                                                              |
| -------- | -------------- | ----- | --------------------------------------------------------------------------- |
|          | Jacques Durand | PS    | Conseiller général, président du conseil général du Tarn, maire de Réalmont |
|          | Louis Brives   | DVD   | Maire de Cuq-Toulza, conseiller général                                     |

## Résultats
| Candidat       | Candidat           | Parti          | Premier tour | Premier tour | Second tour | Second tour |
| Candidat       | Candidat           | Parti          | Voix         | %            | Voix        | %           |
| -------------- | ------------------ | -------------- | ------------ | ------------ | ----------- | ----------- |
|                | Louis Brives       | DVD            | 498          | 51,66        |             |             |
|                | Jacques Durand     | PS             | 435          | 45,12        | 464         | 49,31       |
|                | François Delga     | App. UDF       | 424          | 43,98        | 477         | 50,69       |
|                | Charles Pistre     | PS             | 357          | 37,03        |             |             |
|                | Marcel Enjalbert   | PCF            | 76           | 7,88         |             |             |
|                | Noël Legaré        | PCF            | 69           | 7,16         |             |             |
|                | Jean-Pierre Cabané | MRG            | 45           | 4,67         |             |             |
|                |                    |                |              |              |             |             |
| Inscrits       | Inscrits           | Inscrits       | 974          | 100,00       | 974         | 100,00      |
| Abstentions    | Abstentions        | Abstentions    | 3            | 0,31         | 4           | 0,41        |
| Votants        | Votants            | Votants        | 971          | 99,69        | 970         | 99,59       |
| Blancs et nuls | Blancs et nuls     | Blancs et nuls | 7            | 0,72         | 29          | 2,99        |
| Exprimés       | Exprimés           | Exprimés       | 964          | 99,28        | 941         | 97,01       |

## Sénateurs élus
| Sénateur | Sénateur       | Parti    |
| -------- | -------------- | -------- |
|          | Louis Brives   | DVD      |
|          | François Delga | App. UDF |